# جان بالدساری
جان بالدساری (انگلیسی: John Baldessari; زاده ۱۷ ژوئن ۱۹۳۱ – درگذشته ۲ ژانویهٔ ۲۰۲۰) معمار، عکاس، نقاش، و تصویرگر اهل ایالات متحده آمریکا بود.
او در سنتا مونیکا (کالیفرنیا) و ونیز (لس‌آنجلس) زندگی و کار می‌کرد. وی هم‌چنین برندهٔ جوایزی همچون کمک‌هزینه گوگنهایم شده‌است.

## فعالیت‌ها
- عضو هیئت نظارت بر مؤسسه هنرهای کالیفرنیا
- عضو هیئت داوران کمک‌هزینه گوگنهایم
- عضو هیئت امنا موزه هنرهای معاصر (لس آنجلس)